# El Azara
El Azara (arabe : العزارة) est la période de l'année s'étendant, selon le calendrier berbère utilisé traditionnellement pour les récoltes, du 3 au 13 février et connue par un climat tantôt chaud, tantôt froid.

## Étymologie
El Azara est le pluriel du mot azri qui signifie « homme célibataire » en dialecte tunisien.